# Église Saint-Martin de Calviac
Pour les articles homonymes, voir Église Saint-Martin.
L'église Saint-Martin de Calviac est une église catholique située au lieu-dit Calviac à Monflanquin, en Lot-et-Garonne (France).

## Historique
Calviac était le siège d'un « castrum » au XIIe siècle. L’église est mentionnée pour la première fois en 1153 dans une bulle du pape Eugène III confirmant les possessions de l’abbaye de Sarlat. Elle a probablement été donnée par un seigneur de Calviac à l'abbaye dans la seconde moitié du XIe siècle ou au début du XIIe siècle. Elle est constituée en prieuré-cure. Un moine de l'abbaye était le prieur de Calviac.
En 1252, Guillaume-Amanieu, seigneur de Calviac, cède le territoire de la montagne de Franquinus à Alphonse de Poitiers pour y établir le bastide de Monflanquin. L'hommage rendu en 1259 au comte de Toulouse permet de constater que plusieurs seigneurs avaient des biens à Calviac. En 1271, on note que Calviac fait partie du bailliage de Monflanquin.
Jusqu'en 1802, la paroisse de Calviac comprenant tout le territoire situé de Monflanquin jusqu'à la rive gauche de la Lède, au nord de la Leyze. Après 1802, ce territoire fait partie de la paroisse de l'église Saint-André de Monflanquin. 
L'église a eu à souffrir des guerres qui ont ensanglanté le pays :
- dès le XIIIe siècle l'église a dû être restaurée et remaniée, la façade est refaite,
- à la fin du XVe siècle, après la guerre de Cent Ans, la nef est reconstruite, probablement le transept et la voûte du chœur
- au XVIe siècle, les guerres de religion laissent un édifice à demi ruiné comme le décrivent les mémoires de l'évêque d'Agen Nicolas de Villars : « Elle est à moitié couverte, l'on travaille à la réparer et à  refaire la voûte qui couvrira la moitié de l'église. Il n'y a ni porte, ni chrémières, ni cloches. Le clocher est tombé depuis peu. Il y a 2 chapelles sans fondations; le cimetière est pollué. ». Le clocher-mur est relevé et la voûte du chœur est réparée au XVIIe siècle.

Dans le verbal de l'évêque Jules Mascaron, on lit que le sanctuaire est voûté mais que la nef n'est ni voûtée ni lambrissée.
À la Révolution, l'église est vendue comme bien national. Elle est achetée par M. de Saint-Amans pour la restituer à la communauté.
En 1830 les absidioles sont cloisonnées. Vers 1866, le chœur est réparé et modifié.
En 2005, plusieurs sarcophages datant du VIe siècle ont été découverts au cours de travaux dans l'ancien presbytère. D'autres sépultures en pleine terre du Xe siècle ont été trouvées. Les fouilles ont permis de montrer que l'église a été construite sur des niveaux plus anciens. Des chapiteaux antiques ont été réutilisés dans l'église.
L'édifice est inscrit au titre des monuments historiques le 28 décembre 1995.

## Description
L'église a été bâtie suivant un plan de croix latine avec nef unique se terminant sur une abside semi-circulaire. Deux absidioles s'ouvrent sur les bras du transept. Des passages font communiquer les absidioles et le chœur.